# Yishuizhen (ort i Kina, Shaanxi, lat 33,27, long 107,43)
Yishuizhen är en ort i Kina. Den ligger i provinsen Shaanxi, i den nordvästra delen av landet, omkring 180 kilometer sydväst om provinshuvudstaden Xi'an. Antalet invånare är 10 796. Befolkningen består av 5 137 kvinnor och 5 659 män. Barn under 15 år utgör 17,0 %, vuxna 15-64 år 70 %, och äldre över 65 år 12,0 %.
Runt Yishuizhen är det ganska tätbefolkat, med 111 invånare per kvadratkilometer. Närmaste större samhälle är Chenggu Xian, 16,1 km sydväst om Yishuizhen. I omgivningarna runt Yishuizhen växer i huvudsak blandskog.
Genomsnittlig årsnederbörd är 1 044 millimeter. Den regnigaste månaden är juli, med i genomsnitt 226 mm nederbörd, och den torraste är december, med 2 mm nederbörd.